# 尤尼昂鎮區 (愛荷華州麥迪遜縣)
尤尼昂鎮區（英語：Union Township）是位於美國愛荷華州麥迪遜縣的一個行政鎮區。

## 地方資料
根據2010年美國人口普查的數據，尤尼昂鎮區的面積為87.26平方千米，當中陸地面積為87.26平方千米，而水域面積為0.00平方千米。當地共有人口672人，而人口密度為每平方千米7.7人。